# Astrantia
Astrantia L., 1753 è un genere di piante, erette, erbacee, perenni appartenente alla famiglia delle Apiacee.

## Etimologia
Il nome del genere deriva dal greco ("Astrantia" = stella) con evidente riferimento agli involucri stellati delle sue infiorescenze.

## Descrizione
La forma biologica del genere Astrantia è definita emicriptofita scaposa (H scap): sono piante perenni che si riproducono annualmente per mezzo di gemme al livello del suolo (emicriptofite); mentre la forma prevede un asse fiorale allungato, poco ramoso e con poche foglie (scaposa).

### Radici
Radici scure (normalmente secondarie da rizoma) e di sapore aromatico (spesso acre).

### Fusto
Fusto glabro ed eretto, in media alto 50 cm (massimo 100 cm). La parte ipogea è di tipo rizoma.

### Foglie
- Foglie basali: sono composte  (palmato-lobate) provviste di lunghi piccioli.
- Foglie cauline: sono più semplici delle basali e normalmente sessili.

### Infiorescenza
L'infiorescenza è a ombrella semplice contornata da una corona di brattee (da 10 a 20) bianche o rosee (anche rossicce), ovali - lanceolate. Patenti  all'inizio della fioritura, in seguito erette. Alla base dell'ombrella si trovano dei verticilli di brattee.

### Fiori
I fiori sono piccoli (pochi millimetri), ermafroditi, attinomorfi e pentameri  con lungo peduncolo.
- Calice a 5 denti.
- Corolla a 5 petali con 5 stami.
- Ovario infero (con 2 carpelli) e di tipo biloculare (a 2 loculi) e con 2 stili.

Si moltiplicano per semi.

### Frutti
I frutti sono allungati e sub-cilindrici di tipo achenio con superfici striate e rugose.

## Distribuzione e habitat
Il genere Astrantia è diffuso sia in Europa che in Asia occidentale, prevalentemente localizzate nelle aree montane. In Italia due sono le specie che si trovano più facilmente (spontaneamente) sia sulle Alpi che sugli Appennini: Astrantia major e Astrantia minor.

## Tassonomia
Il genere comprende le seguenti specie:

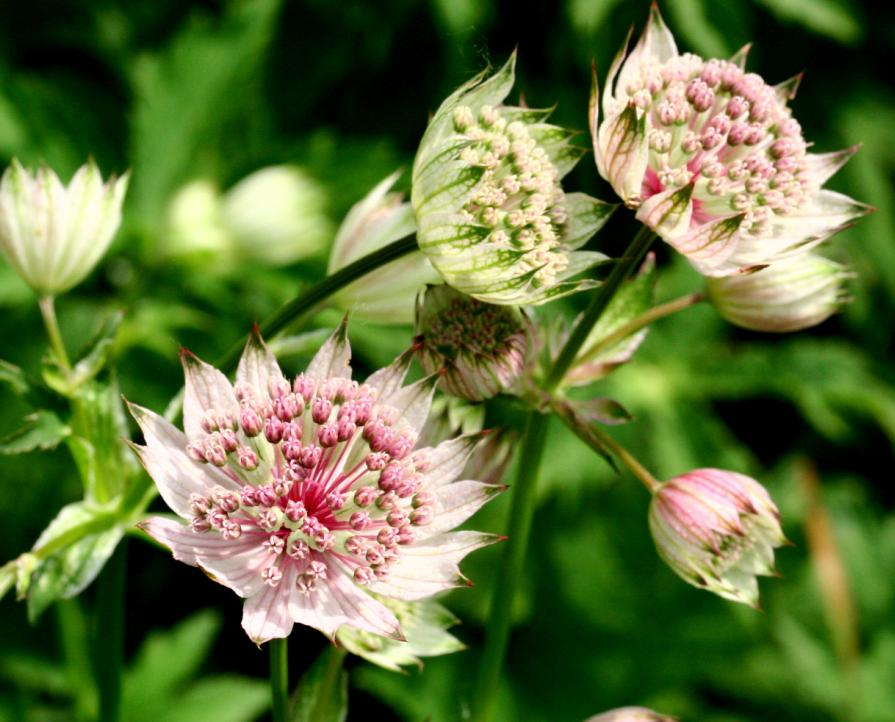
Astrantia major

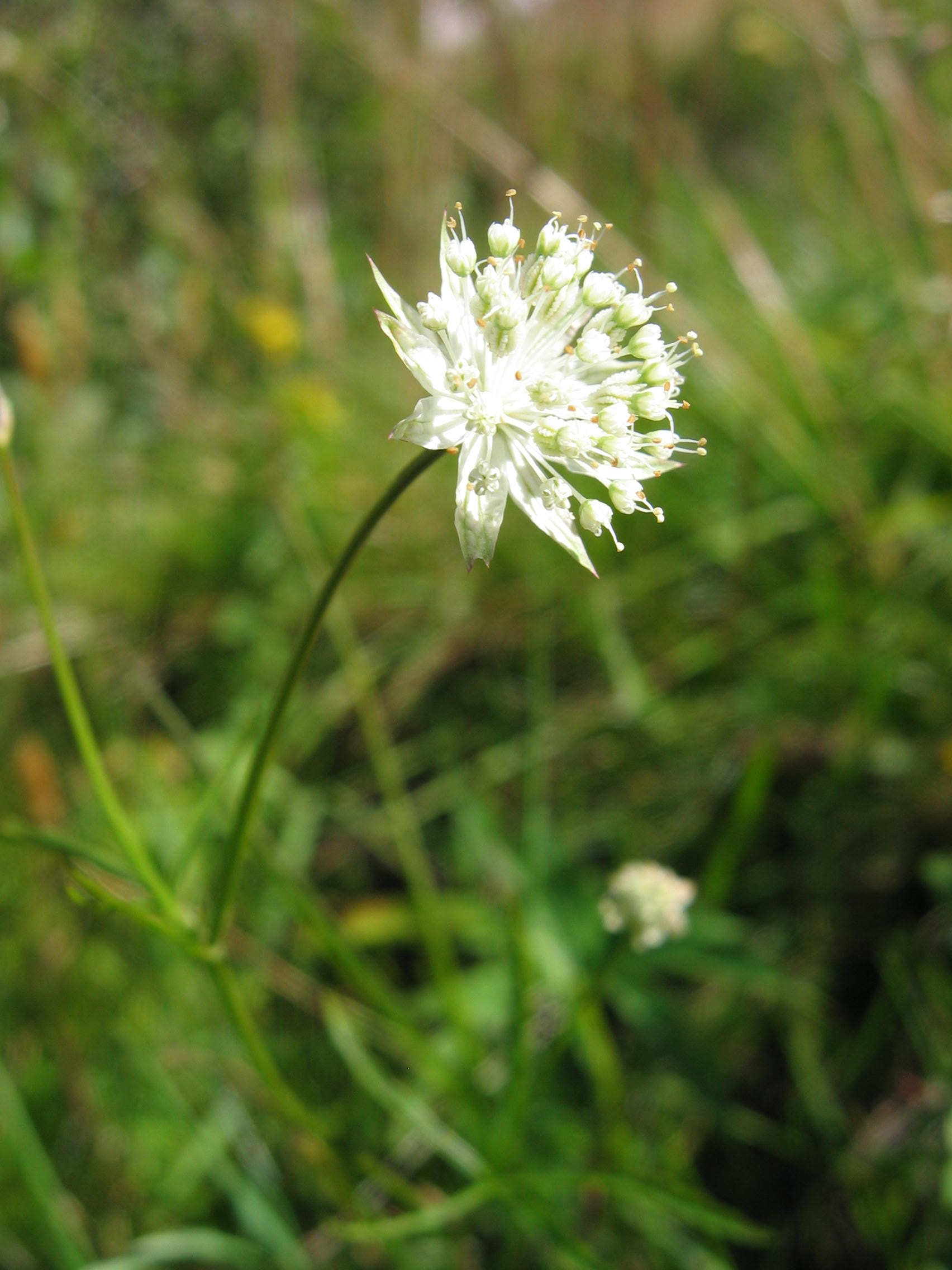
Astrantia minor

- Astrantia bavarica F.W.Schultz - astranzia di Bavaria, presenta brattee dell'involucro molto lunghe da nascondere completamente i fiori
- Astrantia carniolica Wulfen - astranzia di Carniola, brattee più piccole dei fiori di colore bianco o rossiccio con involucri striati di verde e rosso
- Astrantia colchica Albov
- Astrantia major L. - astranzia maggiore, brattee con 3-5 nervi longitudinali collegati da nervi trasversali minori; sepali più lunghi che larghi a forma di lesina (ricurvi); i fiori fertili sono acuminati.
- Astrantia maxima Pall.,  originaria del Caucaso con ombrelle di fiori rossi e involucri rosati.
- Astrantia minor L. - astranzia minore, brattee lunghe 4 – 6 mm, al massimo quanto i fiori; frutti di forma ellissoidale; i fiori fertili sono ottusi.
- Astrantia ossica Woronow ex Grossh.
- Astrantia pauciflora Bertol. - astranzia degli Appennini, brattee lunghe 9 – 16 mm, più lunghe dei fiori; frutti di forma sub-cilindrica; presente solamente nell'Italia centrale.
- Astrantia pontica Albov
- Astrantia trifida Hoffm.

## Usi

### Farmacia
Alcune radici hanno proprietà purgative.

### Giardinaggio
Il nostro genere facilmente viene coltivato per la decorazione di aiuole e giardini rocciosi. La specie più coltivata è Astrantia major della quale è nota una bella varietà a foglie screziate.